# Preah Khan
Preah Khan (in lingua khmer:ប្រាសាទព្រះខ័ន), a volte trascritto come Prah Khan, è uno dei complessi architettonici più estesi di Angkor, in Cambogia. Costruito verso la fine del XII secolo da Re Jayavarman VII, è situato a nord est di Angkor Thom e appena a ovest del baray Jayatataka, cui era collegato. Il disegno del complesso ha un solo livello, non presenta cioè i livelli sovrapposti caratteristici dei templi-montagna.
Una serie di gallerie rettangolari concentriche circondano un santuario buddista con una torre centrale, ma la disposizione è resa meno lineare, quasi caotica, dalla compresenza di edifici e templi induisti satelliti dello stesso periodo e da numerosi altri aggiunti in seguito. Come il vicino Ta Prohm, Preah Khan è rimasto in gran parte non restaurato e tra le rovine sono cresciuti alberi ed arbusti.

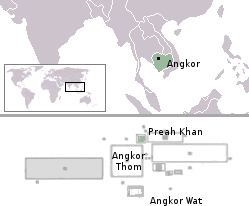
Preah Khan si trova a nord-est di Angkor Thom.

## Storia

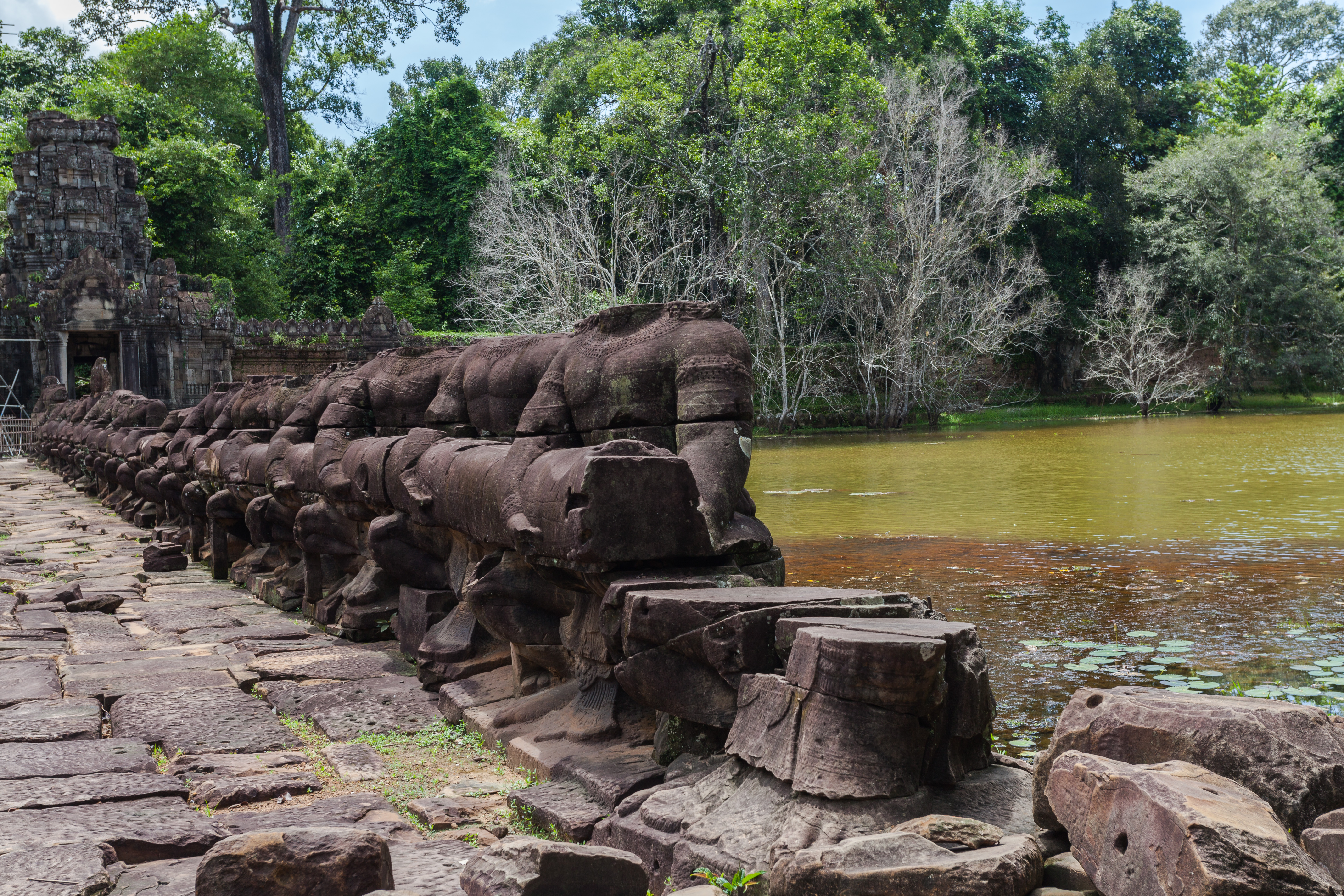
Ingresso

Preah Khan fu costruito sul luogo della vittoria di Jayavarman VII sugli invasori chăm avvenuta nel 1181. Secondo Coedès il nome moderno, che significa "Spada Sacra", è derivato in modo insolito dal significato del termine originario Nagara Jayasri ("Città Santa della Vittoria"), città reale provvisoria dopo l'assunzione del titolo di Re dei Khmer da parte di Jayavarman VII.
Che Preah Khan sia stata residenza reale è testimoniato anche dagli ingressi che scavalcano il fossato che circonda il recinto esterno, ornati da due file contrapposte di statue gigantesche che tirano un enorme Nāga, presenti anche in Angkor Thom, Banteay Chhmar e Preah Khan di Kompong Svay, ma non in templi ordinari di dimensioni comparabili dello stesso periodo quali Ta Prohm.
Il sito potrebbe esser stato occupato in precedenza dal palazzo reale di Yasovarman II e Tribhuvanadityavarman.
La stele di fondazione del tempio, scoperta il 13 novembre 1939 da Maurice Glaize (sovrintendente di Angkor tra il 1937 e il 1945) e classificata come K.908, ha fornito molte informazioni sulla sua consacrazione, la sua storia e su come veniva amministrato: l'immagine principale riporta il Bodhisattva Avalokiteśvara nelle sembianze del padre del re, Dharanindravarman II, e la dedica del tempio, datata 1191 (la madre era stata commemorata allo stesso modo nel Ta Prohm 5 anni prima e le prime 18 stanze del testo della stele sono quasi identiche a quelle corrispondenti della stele del Ta Prohm).

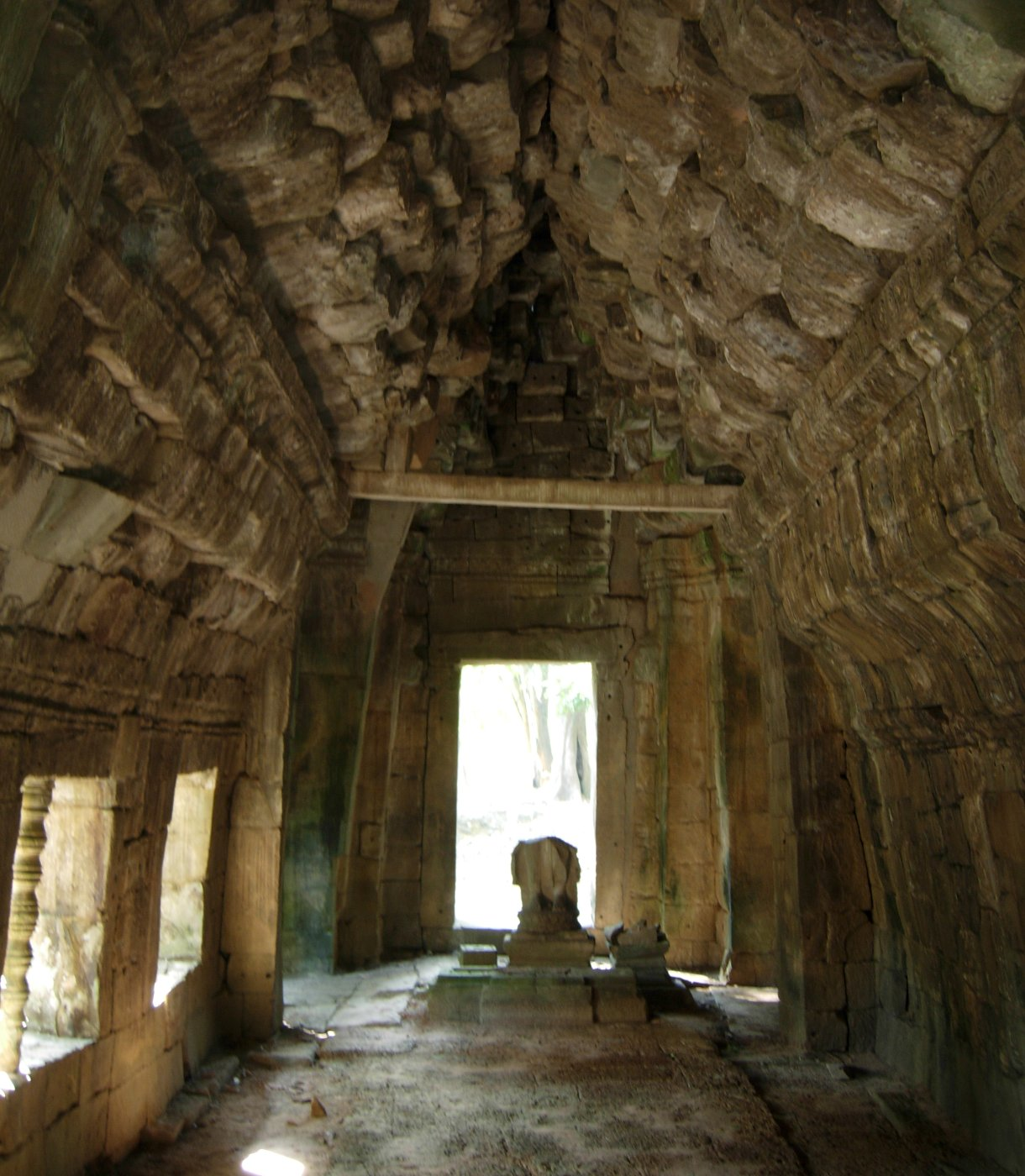
Un tratto di galleria percorribile del Preah Khan

Preah Khan non fu quindi solo un centro religioso, ma anche amministrativo e culturale: secondo un'iscrizione vi erano occupate 97.840 persone tra funzionari e servitori, inclusi 1000 danzatori e 1000 insegnanti.
Il tempio è ancora in larga parte non restaurato: inizialmente fu effettuata una ripulitura, tra il 1927 e 1932, cui seguì un restauro parziale secondo il metodo dell'anastilosi nel 1939. Da allora sono state rimosse alcune statue non incorporate in costruzioni, per salvaguardarle da furti e danneggiamenti, e sono stati effettuati ulteriori lavori di consolidamento e restauro. In tutto questo tempo, i sovrintendenti hanno tentato di mantenere un equilibrio tra il restauro e il mantenimento della condizione selvaggia nella quale il tempo fu scoperto, che dona un fascino particolare a costruzioni come questa, perdute nella giungla.
A partire dal 1991 la manutenzione del sito è stata assunta dal World Monuments Fund, promotore di una serie di campagne di restauro. Il World Monuments Fund ha continuato a mantenere un approccio genericamente cauto, nella convinzione che un'attività di restauro su larga scala sarebbe stata inevitabilmente invasiva e frutto di supposizioni, preferendo invece rispettare l'aspetto di edificio in rovina ormai connaturato al tempio.

## Descrizione del complesso
Nel tempio ci sono altari dedicati a oltre 400 divinità, ognuno dei quali veniva provvisto di cibo, vestiario, profumi e perfino zanzariere. La compresenza di santuari buddisti e induisti testimonia il clima di tolleranza religiosa patrocinato da Jayavarman VII.

### Il muro esterno, l'approdo e gli ingressi

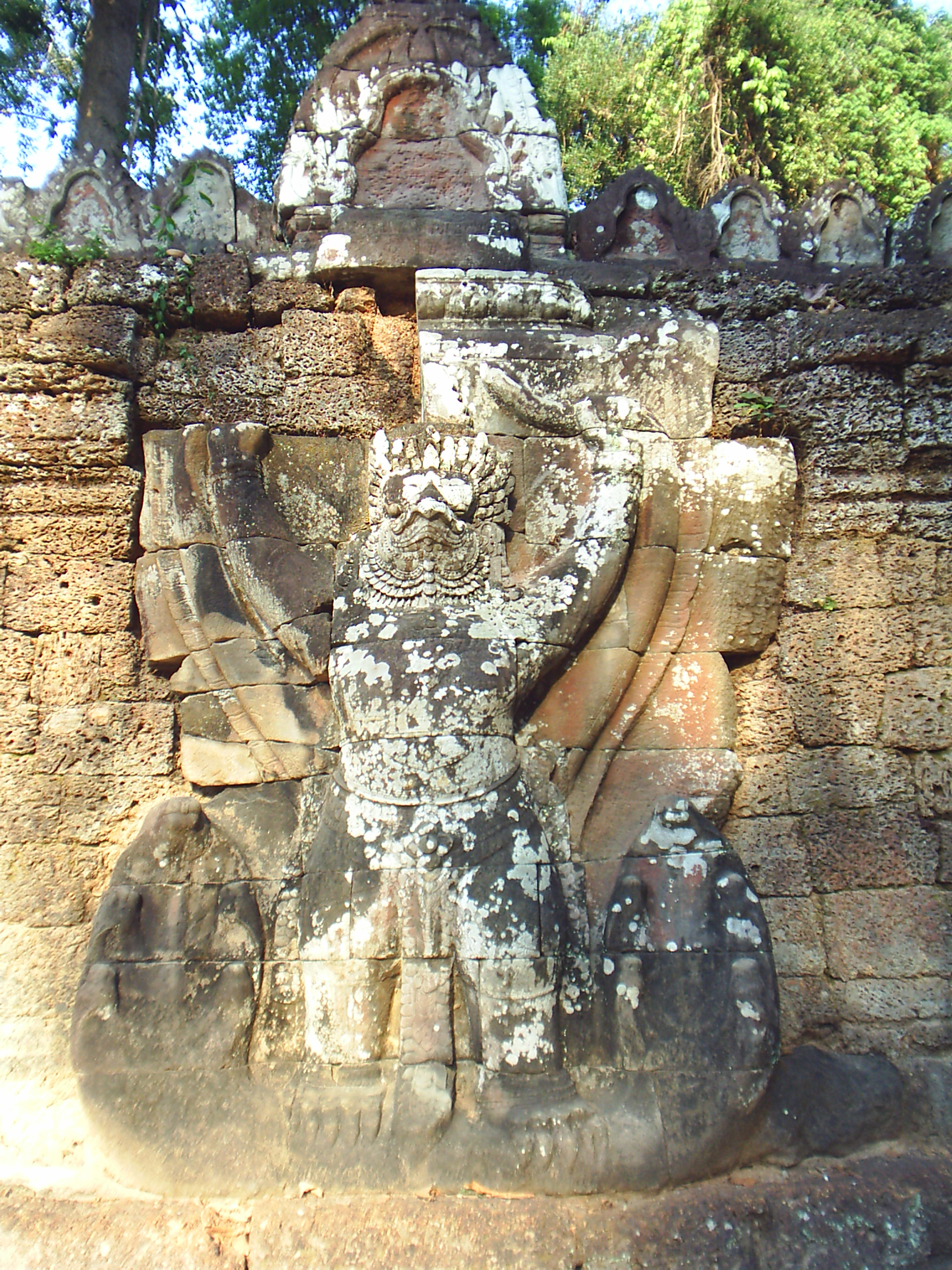
Il recinto più esterno è ornato di garuḍa alti fino a 5 metri che afferrano due nāga

Il complesso occupa un'area di approssimativamente 56 ettari, racchiusa da un muro esterno in laterite (quarto recinto) alto in media circa 3,5 metri, che misura 700 per 880 metri circondato da un fossato largo 40 metri. Al suo lato esterno si appoggiano garuḍa alti quanto il muro che stringono la coda di un nāga in ciascuna mano, levata in alto, mentre ne schiacciano il corpo con le zampe. Le statue distano 50 metri l'una dall'altra, in totale sono 72. quelle ai quattro angoli sono ancora più grandi, fino a 5 metri di altezza. Il restauro di molti garuda è stato possibile grazie ad un progetto di "adozione a distanza".
Poco ad est dell'ingresso orientale del Preah Khan si trova un approdo terrazzato, ornato da leoni guardiani e naga come quello sul Srah Srang, che dà sul baray Jayatataka, attualmente prosciugato, che misurava 3,5 per 0.9 km. L'approdo rendeva possibile uno spettacolare accesso in barca al tempio di Neak Pean, costruito su un'isola artificiale al centro del baray.
Secondo la regola dei templi Khmer, Preah Khan è orientato da est ad ovest. A est si trova l'ingresso principale, ma vi è un ingresso per ciascuno dei Punti cardinali (attualmente l'ingresso da cui si entra in visita al tempio è solitamente quello ovest). Ogni ingresso, costituito da un gopura, è preceduto da un ponte lastricato che valica il fossato, con le decorazioni descritte nel paragrafo precedente (in realtà i ponti degli ingressi est e ovest erano vere e proprie dighe).
Tra l'approdo e il ponte orientale vi sono circa 200 metri; la strada lastricata è in parte delimitata ai lati da due file di colonnine di sezione quadrata che raffigurano una creatura dal torso umano, le gambe di garuḍa e una testa leonina, sormontate da nicchie che contenevano immagini di Buddha, distrutte nel successivo periodo di ritorno all'Induismo.

### Il terzo recinto
Il gopura dell'ingresso orientale è il più sontuoso. Vi fu rinvenuto uno dei capolavori dell'arte plastica Khmer: la statua inginocchiata del Bodhisattva femminile Prajnaparamita, ora esposta al Museo Guimet a Parigi, in copia al Museo Nazionale di Phnom Penh.
A circa metà della strada che porta al terzo recinto (che non si trova al centro dell'area circoscritta dal recinto esterno, ma alquanto spostato a ovest), sul lato nord, vi è una Dharmasala ("Casa del Fuoco") simile a quella del Ta Prohm. Lo spazio compreso tra il quarto e il terzo recinto, attualmente occupato dalla foresta, era in origine occupato dalle abitazioni della città vera e propria, costruita con materiali deperibili come il legno.
Il muro in laterite del terzo recinto misura 215 per 165 metri. Su ciascuno dei quattro lati si apre un gopura, quello orientale è il maggiore e più elaborato: è composto da 3 torri e 2 padiglioni alle estremità, il tutto connesso da una galleria, per una estensione in ampiezza di circa 100 metri.
Tra la torre centrale e quella meridionale ci sono due famosi alberi del cotone (Bombax ceiba). Uno dei due attualmente è morto, ma le radici sono state lasciate al loro posto. Forse dovranno essere rimossi per prevenire un ulteriore danneggiamento della struttura. Il gopura è preceduto da una terrazza a forma di croce, con una balaustrata ornata da naga e leoni.
Dal lato opposto del terzo recinto, il gopura occidentale esibisce sul frontone a ovest un bassorilievo che raffigura probabilmente la battaglia di Lanka, dal Rāmāyaṇa, su quello a est una partita di un gioco simile agli scacchi giocata su una barca (raffigurazioni simili si trovano nell'Angkor Wat).
Il lato esterno è sorvegliato da due dvarapalas, attualmente senza testa.

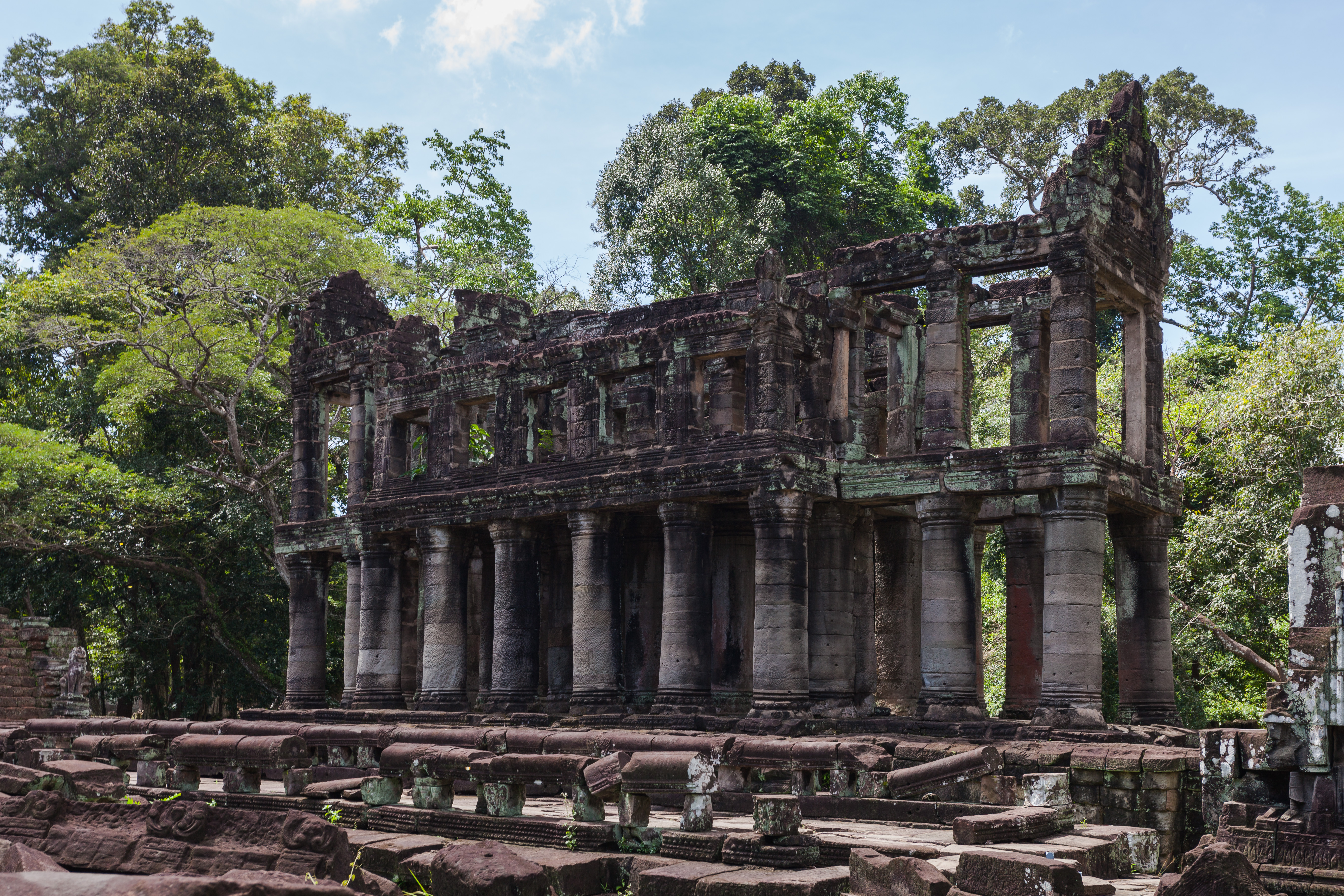
Lo scopo di questo edificio a due piani circondati da colonne è ignoto.

 Proseguendo dal gopura orientale lungo l'asse principale, si incontra subito un largo edificio, contenente quattro cortili, separati dai 24 pilastri che circondano ciascun cortile a formare una galleria. È chiamato Sala delle Danzatrici, per i fregi delle apsaras danzanti che lo ornano.
A nord della Sala delle Danzatrici vi è un edificio a due piani, circondati da fitte colonne. Non ci sono altri esempi di edifici simili in Angkor, sebbene vi siano tracce di edifici simili in Ta Prohm e Banteay Kdei. Freeman e Jacques ipotizzano possa essersi trattato di un granaio.
Il resto dello spazio tra il terzo e il secondo recinto è occupato da piscine (attualmente asciutte), in ciascuno dei quattro angoli, e da templi induisti satelliti a nord, sud e ovest. Il tempio settentrionale è dedicato a Shiva. Il suo frontone occidentale riporta Visnù reclinato, quello orientale una raffigurazione della Trinità indù: Vishnu, Shiva e Brahmā. Il tempio occidentale, dedicato a Vishnu, riporta sul frontone dell'apertura a ovest Krishna che scala il monte Govardhana. Presso l'entrata orientale vi è invece un lungo piedistallo con tre statue (secondo un'iscrizione sulla porta si tratta di Rāma, Lakshmana e Sītā). Il tempio meridionale è dedicato a re e regine del passato ma l'accesso è bloccato.

### I due recinti più interni e il santuario centrale

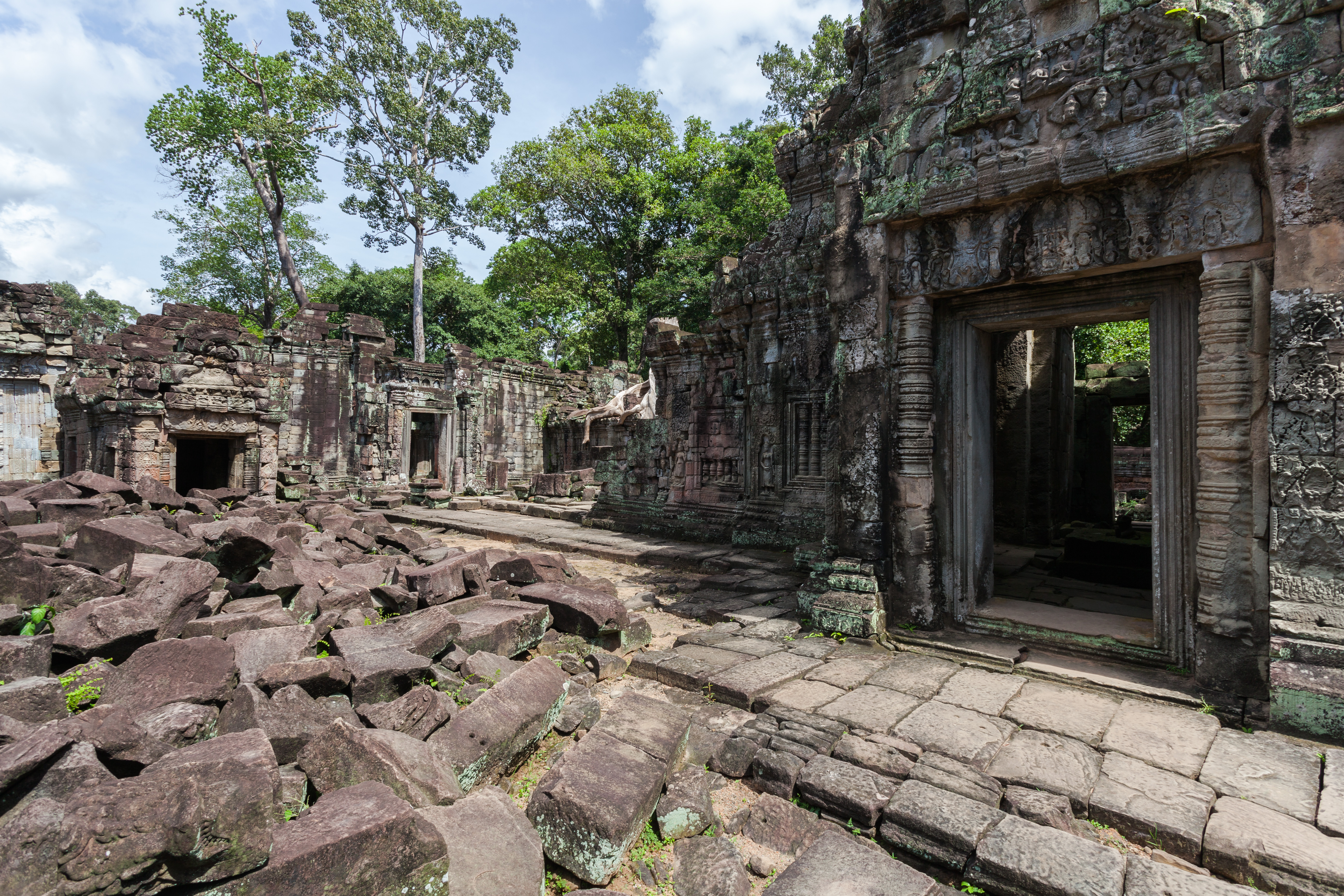
Vista della parte interna del tempio

Tra la Sala delle Danzatrici e il muro del secondo recinto vi è un cortile con due biblioteche. Vi si proietta il gopura orientale che costituisce l'ingresso al secondo recinto. Si tratta di uno dei pochi gopura angkoriani con importanti decorazioni interne, con garuḍas scolpiti agli angoli del cornicione. Le immagini del Buddha presenti sulle colonne furono modificate in eremiti durante il regno di Jayavarman VIII.
Tra il muro del secondo recinto (misurante 85 per 76 metri) e quello del primo (di 62 per 55 metri) sul lato orientale vi sono una serie di opere posteriori che impediscono l'accesso e nascondono alcune delle decorazioni originali. Secondo e primo recinto hanno nel lato interno una galleria con colonne, come nel Bayon. In un vestibolo del gopura orientale più interno si trovava la già citata stele di fondazione, delle stesse dimensioni di quella del Ta Prohm, 2 metri di altezza e circa 0,60 in larghezza.
Da qui è possibile una vista d'infilata attraverso l'asse est-ovest del recinto interno. Esso venne pressoché intasato con la costruzione di edifici posteriori, attualmente in condizioni non troppo buone. È suddiviso in quattro parti da una galleria a forma di croce. Nelle mura della galleria e dell'interno del santuario centrale sono visibili numerosissimi fori, che un tempo servivano al fissaggio delle grandi placche in bronzo che in origine li ricoprivano (per decorare l'intero tempio ne furono usate 1500 tonnellate). Al centro del tempio si trova uno stupa probabilmente del XVI secolo, al posto della statua originaria del Buddha Avalokiteśvara con le fattezze del padre di Jayavarman VII, distrutta da Jayavarman VIII.

## Galleria d'immagini

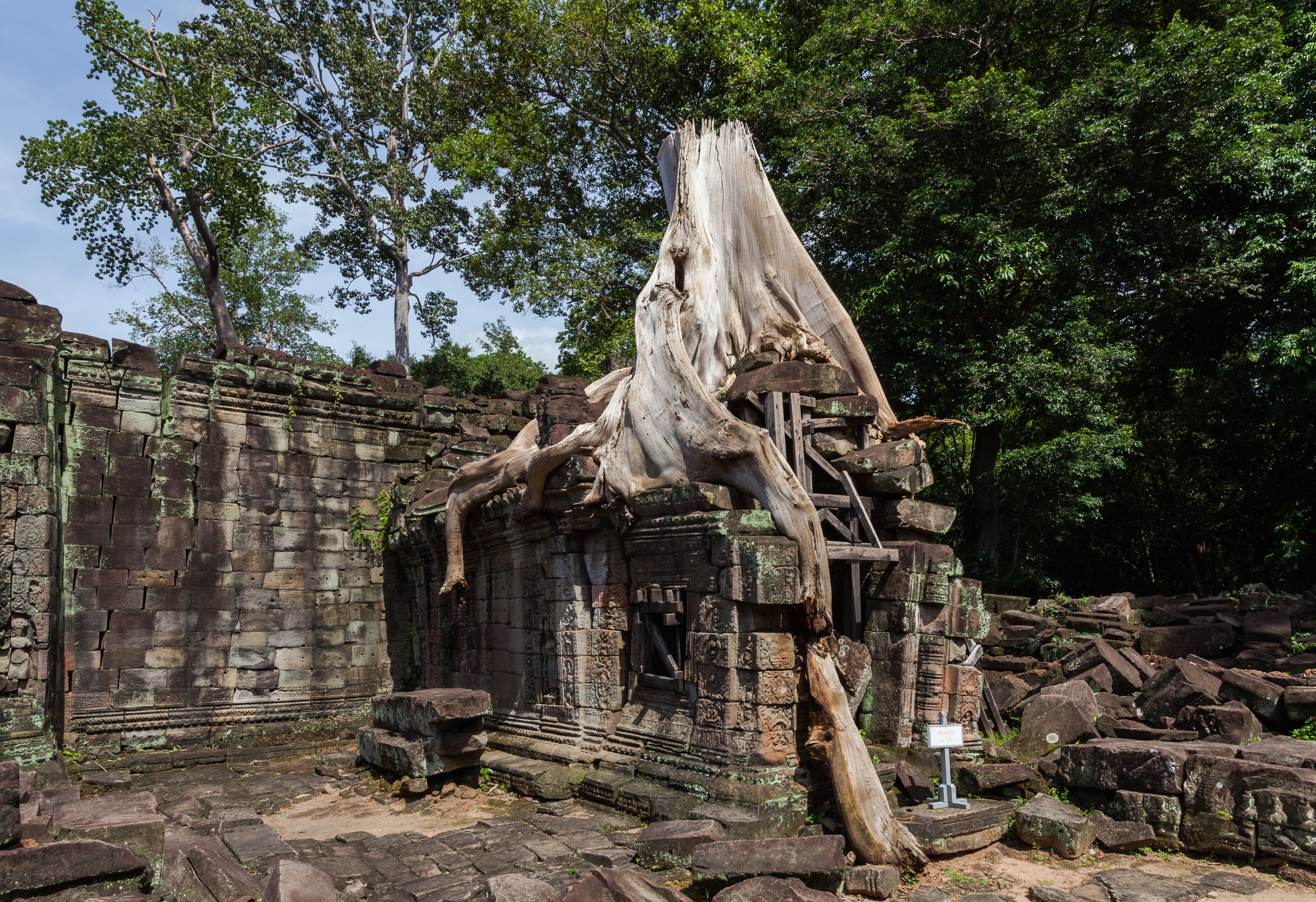
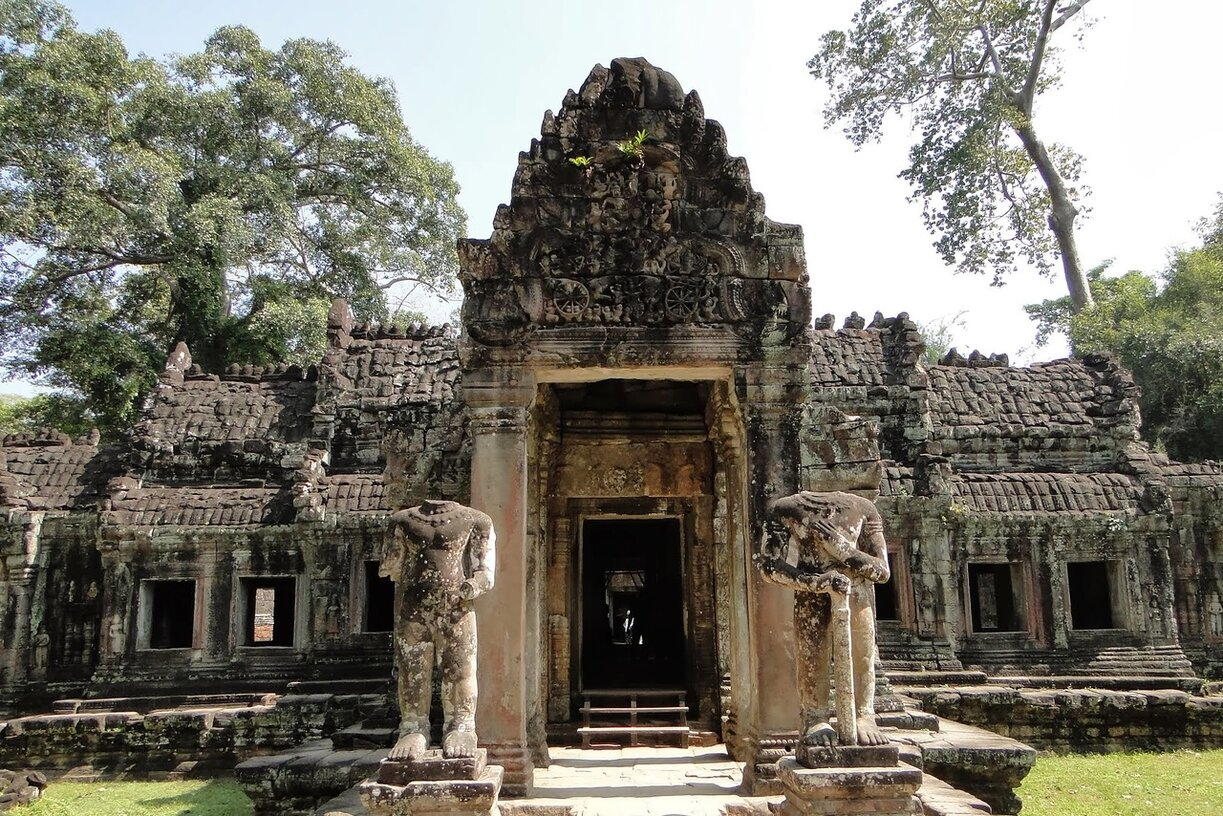
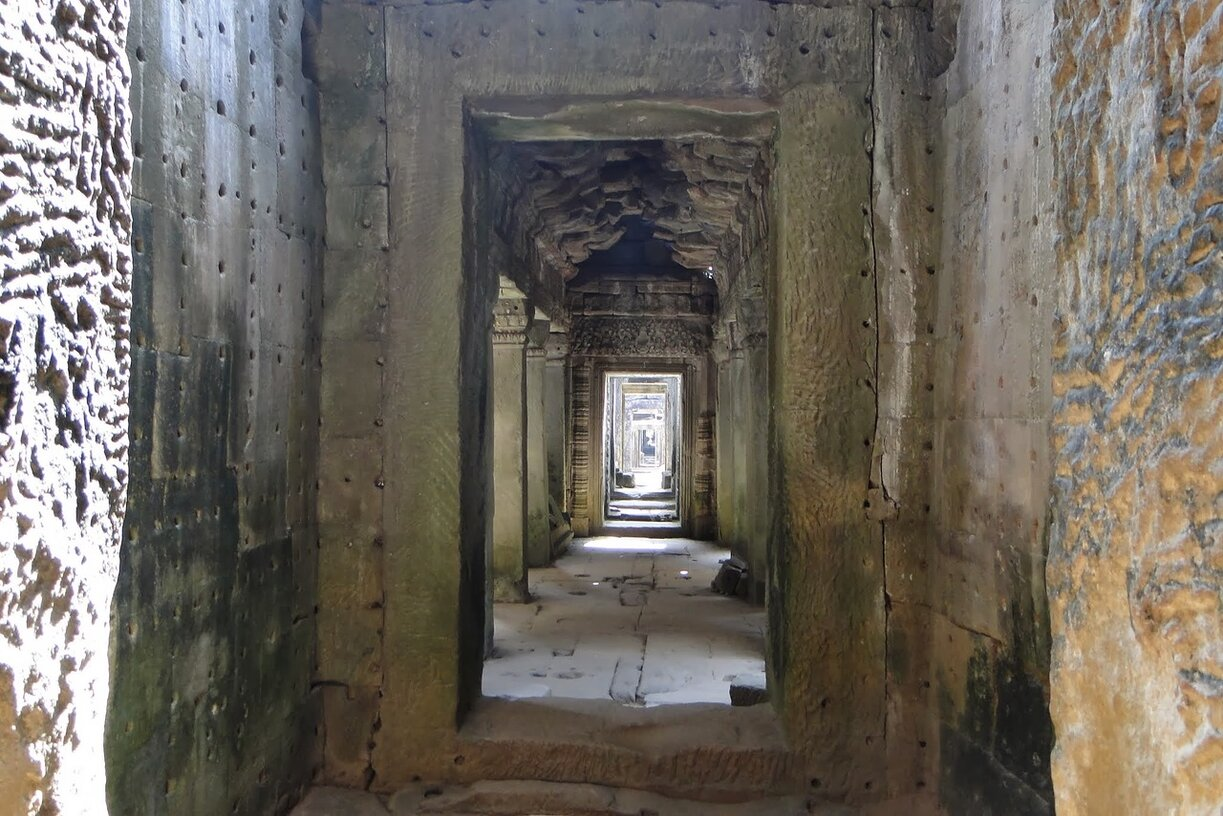
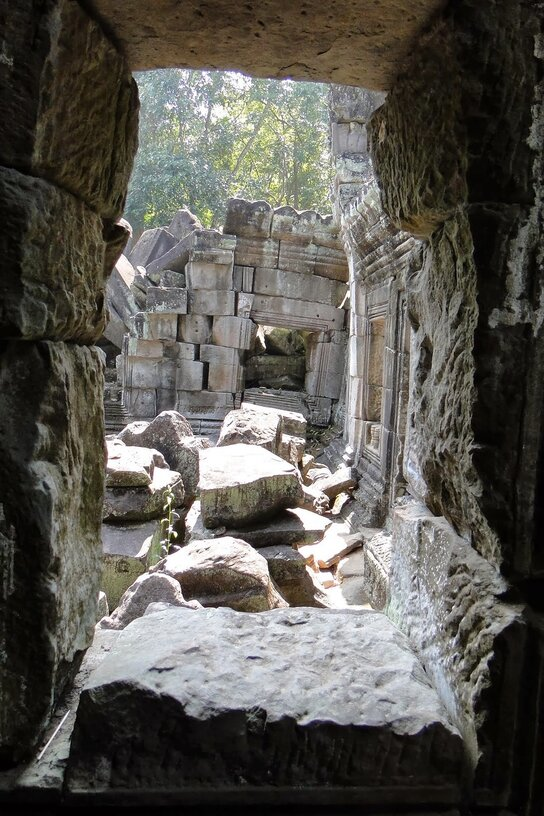
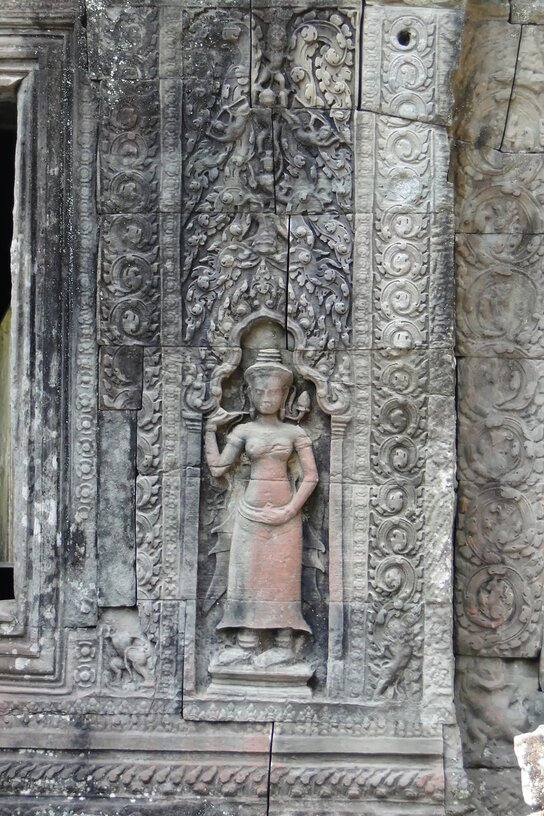
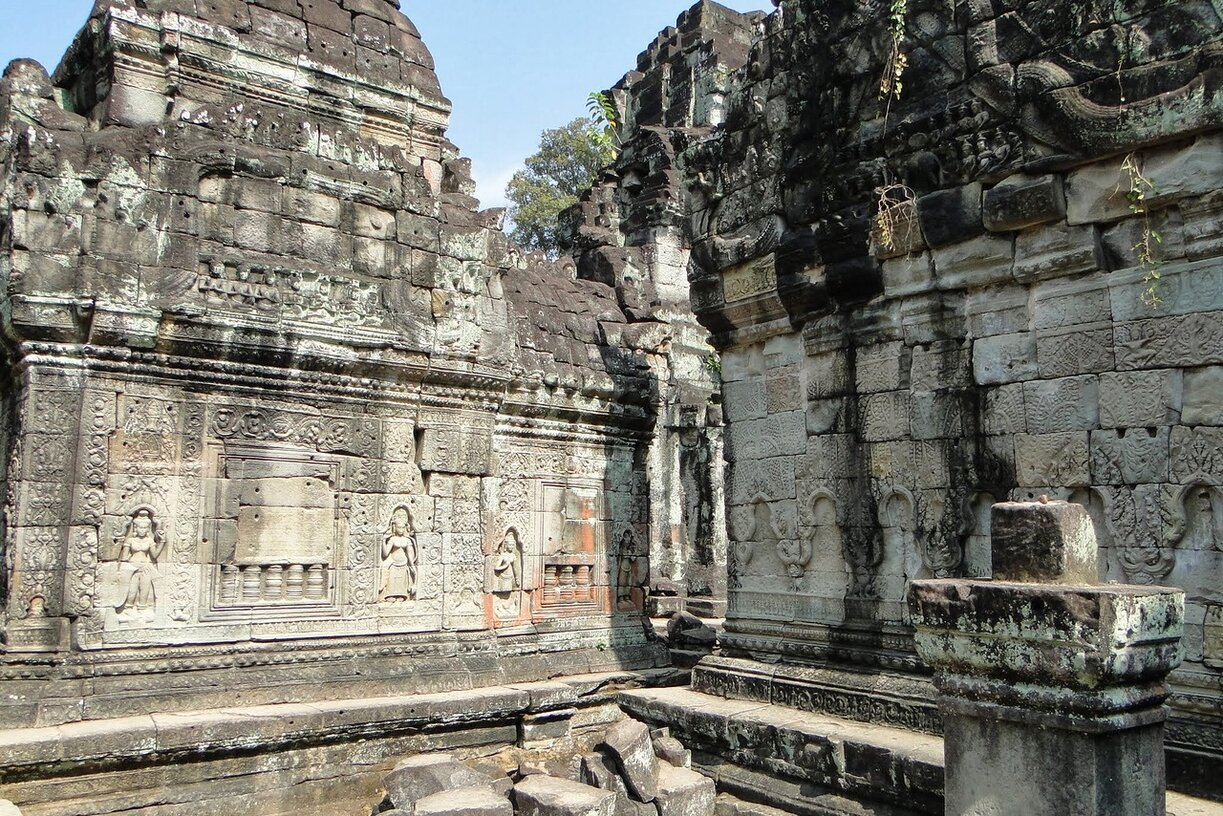